# Peter Müller (lední hokejista)
Peter Müller (22. února 1896 – ?) byl švýcarský reprezentační hokejový útočník.
V roce 1924 byl členem Švýcarského hokejového týmu, který skončil osmý na zimních olympijských hrách.